# Comité Paralímpico Nacional de Alemania
El Comité Paralímpico Nacional de Alemania (en alemán: Deutsche Behindertensportverband) es el comité paralímpico nacional que representa a Alemania. Esta organización es la responsable de las actividades deportivas paralímpicas en el país. Es miembro del Comité Paralímpico Internacional y del Comité Paralímpico Europeo.